# 원각사지
원각사지(圓覺寺址)는 서울특별시 종로구 탑골공원 안에 있던 절의 터이다.

## 원각사의 역사
원래 흥복사(興福寺)로서 고려 때부터 내려오던 고찰(古刹)이다. 조선 태조 때 조계종 본사(曹溪宗本寺)로 지정되었던 것인데, 폐사(廢寺)되고 공해전(公廨田)으로 된 일도 있다.
1464년(세조 10) 중건하여 원각사로 개칭하였다. 흥복사의 옛 터를 넓혀서 본당인 대광명전을 중앙에 두고 왼쪽에는 많은 선당(禪堂)이 있었다. 문으로는 적광지문(寂光之門)·반야문·해탈문 등이 있었다. 대종(大鐘)을 걸어둔 법뢰각(法雷閣) 동쪽에는 못, 서쪽에는 꽃밭이 있었고, 본당 뒷뜰에는 해장전(海藏殿)을 지어 대장경을 두었다.
1504년(연산군 10)에 원각사를 폐하고 1505년(연산군 11)에는 장악원을 이곳으로 옮겼다. 세조의 특별한 관심으로 창설된 원각사가 얼마 가지 못하고 폐사된 것은 당시 유사(儒士)들의 계속적인 불교 배척운동과 연산군의 적극적인 훼철(毁撤) 운동의 결과였다.
그 후 1507년(중종 2)에 대비(문정왕후)의 전교로 다시 세울 기회가 있었으나, 조신(朝臣)의 맹렬한 반대 운동으로 좌절되었다. 그러나 사우(寺宇)의 건물은 1514년(중종 9)까지도 상당히 잔존했었는데 1519년(중종 14)에는 건물의 태반이 없어졌다.
대체로 원각사의 창건에 대하여는 이설(異說)이 없으나, 그 폐지에 관한 설은 일치하지 않는다. 결국 여러 설을 종합하면 원각사는 일시에 훼철된 것이 아니고 1504년(연산군 10)부터 1519년(중종 14) 혹은 1554년(명종 9) 대화재(大火災) 때까지의 약 50년 동안에 걸쳐 공가(空家)로 폐기되어 자연적으로 소멸되었다고 추측한다.

## 기타
이 원각사를 창건할 때 만든 종도 그대로 폐기되어 있다가 1536년(중종 31)에 숭례문으로 옮겨 달아서 그것을 보루(報漏)의 종으로 사용했다고 한다. 또 《동국여지비고》에는 1594년(선조 27)에 숭례문의 종을 종각(鐘閣)으로 옮겨 달았다고 했다. 현재 원각사의 터에는 탑과 비만 남아 있는데 탑은 국보로 지정되었다.

## 같이 보기
- 서울 원각사지 십층석탑
- 서울 원각사지 대원각사비